# 3640 Gostin
Gostin (asteróide 3640) é um asteróide da cintura principal, a 2,0329416 UA. Possui uma excentricidade de 0,0861177 e um período orbital de 1 211,83 dias (3,32 anos).
Gostin tem uma velocidade orbital média de 19,96987915 km/s e uma inclinação de 4,308º.
Este asteróide foi descoberto em 11 de Outubro de 1985 por Carolyn Shoemaker, Eugene Shoemaker.